# Presidentkandidatflickor

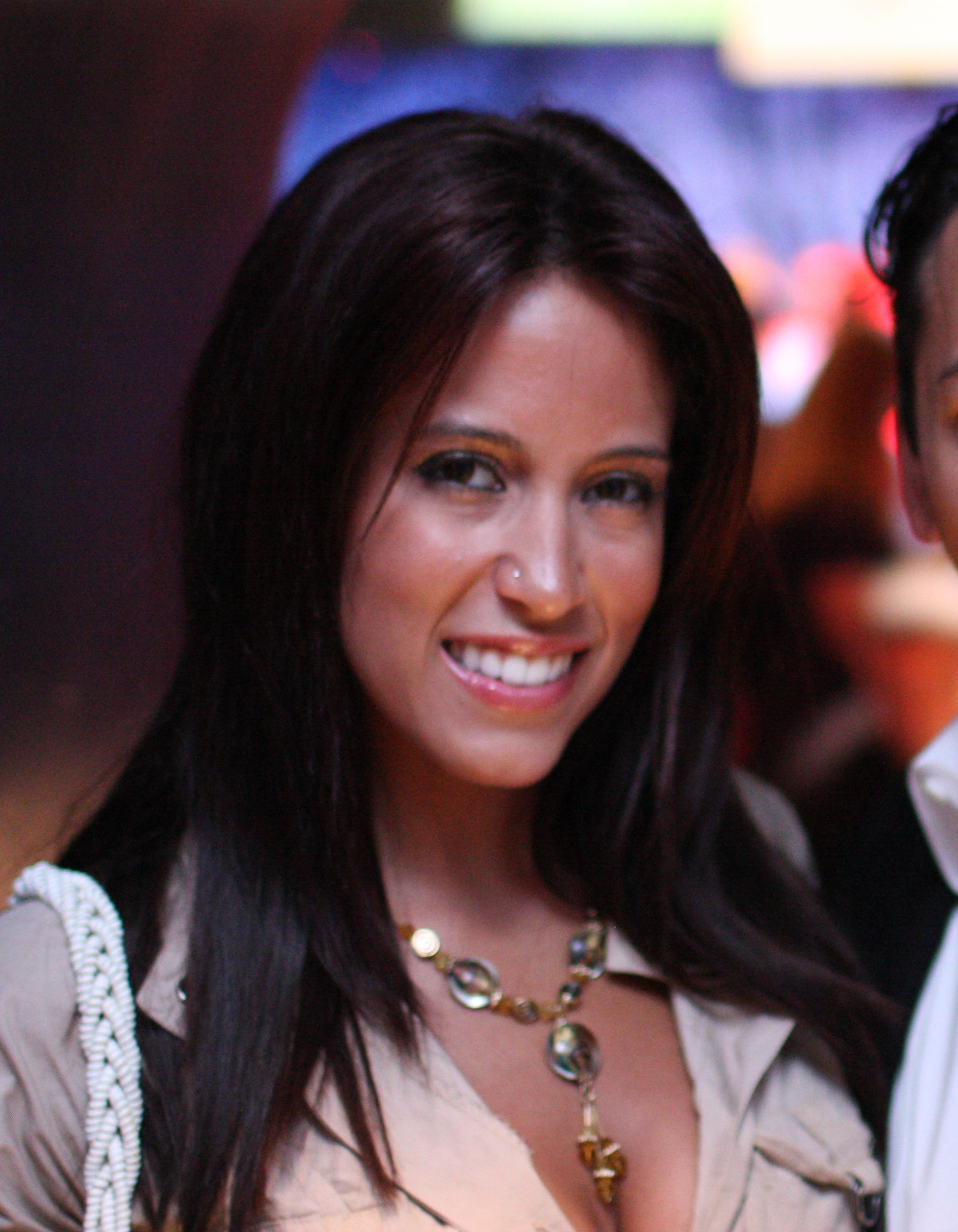
Amber Lee Ettinger, som spelade rollen som "Obama girl"

Presidentkandidatflickor uppträdde inför presidentvalet i USA 2008 var det flera videor på internet där unga, tämligen lättklädda, kvinnor tog ställning för "sin kandidat". De flesta av dessa videor lanserades direkt för youtube och har setts av miljontals människor. 

## Presidentkandidatflickorna

### Obama Girl
Obama Girl porträtterades av Amber Lee Ettinger. Hon är den mest välkända kandidatflickan på internet. Hennes debut I Got a Crush... on Obama som släpptes i oktober 2007 och har setts av över 17 miljoner räknas som en av youtubes mest sedda videor. Efter detta följde många fler videor både med Obama Girl och med andra kandidatflickor. 

### McCain Girl
McCain Girl skapades av Barely Political och spelas av Kate Secor, McCain Girl kan bland annat ses i ett antal videor i serien 'Obama Girl vs McCain Girl Olympics'. Hon kan göra om sig själv till 'The Incredible McCain Girl' när hon är arg, vilket hon blir särskilt om någon attackerar senator McCain. 

### Giuliani Girl
Giuliani Girl debuterade i Barely Political's Debate '08: Obama Girl vs. Giuliani Girl och porträtteras av modellen Adelina Kristina. I The Incredible McCain Girl, ses hon tala och hjälpa McCain Girl.

### Hillary Girl
Hillary Girl, spelad av Taryn Southern, släppte sin första video, Hott4Hill som ett svar på Obama Girls I Got a Crush... on Obama.

### Ron Paul Girl
The Ron Paul Girl spelas av Mona Gillen och hennes videor har producerats av Liv Films.  Hennes första video ‘'Ron Paul Girl’' släpptes på MetaCafe.

### Romney Girls
The Romney Girls spelas av Barbadoro Triplets (Cynthia, Caroline and Christine), I videon Romney Girl Attack Ad, attackeras Obama Girl genom att beskriva hennes inrikespolitik som opålitlig och vansinnig.

### Kucinich Girl
Kucinich Girl spelas av Hyla Matthews. Her video, 'I Wanna...' startar med ett TV-inslag där Dennis Kucinich talar emot kriget i Irak.

### Huckabee Girl
Spelas av Vai Au-Harehoe, Huckabee Girl har gjort en video, 'Huckabee Girl', där hon beskriver Huckabees åsikter i olika frågor.